# Font de l'Escudella

La Font de l'Escudella, respecte del terme de Castellcir

La Font de l'Escudella, o Font de l'Embosta, és una font del poble de Castellcir, en el terme municipal del mateix nom, a la comarca del Moianès.
Està situada a 714 metres d'altitud, a la dreta del torrent de Centelles, al nord de la Rompuda Grossa i al nord-est de la Font de la Cava.